# 以习近平同志为核心的党中央

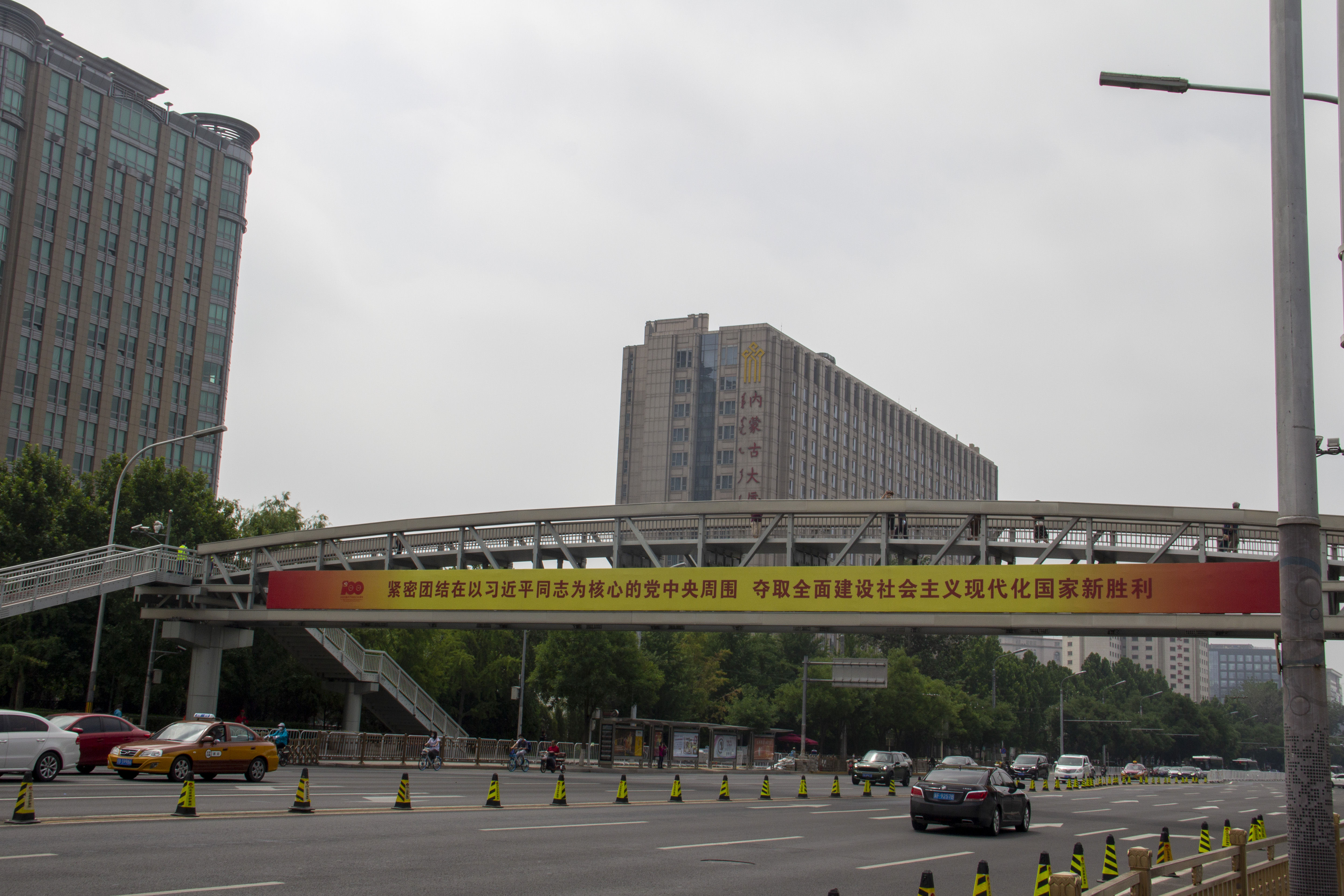
建党百年之际，北京崇文门内大街的宣传标语“紧密团结在以习近平同志为核心的党中央周围 夺取全面建设社会主义现代化国家新胜利”

以习近平同志为核心的党中央，指以中共中央总书记习近平为领导核心（“党中央的核心、全党的核心”）即习核心的中国共产党第十八届至第二十届中央委员会。这个表述自2016年中共十八届六中全会启用，取代之前胡锦涛时期沿用下来的“以胡锦涛/习近平同志为总书记的党中央”。2017年中共十九大召开以后，习近平新时代中国特色社会主义思想写入《党章》，分析人士认为此举进一步形成以习近平为全党最高领袖的领导体制，确立了习近平作为领导核心的地位，美国之音认为，“实际取代了中国改革开放以来实行的集体领导制度”。2018年第十三届全国人民代表大会通过宪法修正案，废除国家主席连任限制。习近平在2022年10月23日中共二十大打破限制，再次连任中共最高领导人。

## 历史
自2015年1月16日起，全国人大常委会、国务院、全国政协、最高人民法院、最高人民检察院党组于每年1月向中共中央總書記主持的中共中央政治局常委會進行工作汇报。并且在随后召开的中共中央政治局全体会议上继续审议。
中共十八届六中全会后，中共中央政治局于2016年12月26日至27日召开民主生活会，重申了习近平的核心地位，并要求政治局委员应有核心意识、看齐意识等“四个意识”。中共中央总书记习近平在会议上发言：“党中央的核心、全党的核心，对我来说就是责任，我要用毕生精力和全部生命来回报党和人民的信任，鞠躬尽瘁、死而后已，赴汤蹈火、万死不辞。”并提出：“大家都是这个领导集体的一员，要摆正自己的位置，无论担任什么职务、拥有多大权力都要执行集体作出的决策”，强调要“严格执行重大问题请示报告制度”。
2017年10月，中共十九大把习近平党中央的核心、全党的核心地位写入党章。《求是》称他为“众望所归的领袖”。此外，中共提出、强调的“两个维护”口号，即要求所有人“维护习近平总书记核心地位”，“维护党中央权威和集中统一领导”。
2017年10月27日，习近平主持召开中共中央政治局会议，会议通过《中共中央政治局关于加强和维护党中央集中统一领导的若干规定》，其中除了突出习近平总书记作为全党的核心地位，还规定全体中央政治局委员和常委每年都要向党中央和总书记书面述职。这样的安排颠覆了中共十二大废除主席制以来总书记与其他政治局常委集体领导的安排，形成总书记对政治局的垂直领导，政治局委员成为总书记的下属。
强化习近平的核心地位的同时，中共也修改了党章、中国宪法，强化了中共的领导地位。其中，中共十九大将“坚持党对一切工作的领导”写入党章，而2018年全国人大通过《中华人民共和国宪法修正案》，则加入“中国共产党领导是中国特色社会主义最本质的特征”。
2018年2月26日，中共十九届三中全会召开，会议通过深化党和国家机构改革，其中包括组建中央全面依法治国委员会、中央审计委员会、中央教育工作领导小组等中共领导机构，还改组原来的领导小组，改为中央全面深化改革委员会、中央网络安全和信息化委员会、中央财经委员会、中央外事工作委员会等委员会。除此以外，中共中央组织部、中共中央宣传部、中共中央统战部的职能扩张，这些党内机构兼并部分原来隶属于国务院行政部门的职权。新设立的委员会覆盖党政各个层面，直接向以总书记为首的中央政治局负责，其中多个重要委员会更加由习近平亲自挂帅。
2018年3月11日，全国人大通过宪法修正案，“国家主席连续任期不得超过两届”在宪法内被删除，由于中共党章本来就没有限制中共中央总书记和中共中央军委主席两大职务的连任次数，习近平理论上可无限连任。
在2018年3月21日和2019年2月28日，习近平两次审阅中央政治局各成员提交的报告，他又向各政治局成员提出自己对他们的要求并作出个性化点评，展示他作为中國最高領導人的绝对权威。报告中，中央政治局成员报告称要“自觉维护习近平总书记党中央的核心、全党的核心地位”，并将其“作为最高政治原则和根本政治规矩”，“自觉向党中央和习近平总书记请示重大问题、重要事项、重大工作”。
自2021年2月28日起，全国人大常委会、国务院、全国政协、最高人民法院、最高人民检察院党组和中共中央政治局、中共中央书记处成员每年都要向党中央及习近平本人进行述职工作报告。
自中共十八大以来，以习近平同志为核心的党中央先后部署开展党的群众路线教育实践活动、“三严三实”专题教育、“两学一做”学习教育、“不忘初心、牢记使命”主题教育、党史学习教育等5次党内教育活動。

## 党政

### 819讲话
2013年8月19日习近平在全国宣传思想工作会上，对于“经济建设工作”和“中国共产党的意识形态工作”发表八一九讲话。习近平在讲话中强调，“经济建设是党的中心工作，意识形态工作是党的一项极端重要的工作。”

### 治党
2012年3月16日，时任中共中央政治局常委、中央书记处书记、国家副主席、中央军委副主席、中央党校校长的習近平在中央党刊《求是》撰文，强调领导干部要带头“保持党的纯洁性”，表示：“有些干部在市场经济中不能正确对待个人利益，走向腐败堕落，教训极其深刻，坚决要把已经丧失党员资格的蜕化变质分子和腐败分子清除出党。”習近平又强调“必须严格贯彻党的民主集中制原则，不能搞一言堂，不能由个人或少数人说了算，而应该搞群言堂，依靠集体智慧和严格程序来决定。”官媒认为習近平对党员腐败问题传递出“党要管党，从严治党”的强烈信号。舆论揣测周永康、李鹏的党羽贪腐大老虎已列入中纪委的打虎目标。
2013年11月，中國共產黨第十八屆中央委員會第三次全體會議上決定成立中央全面深化改革領導小組是中國共產黨中央委員會關於黨和國家各領域改革的最高領導機構。中共中央總書記習近平擔任小組組長，中央政治局常委李克強、劉雲山、張高麗擔任副組長。2014年1月22日舉行了中央全面深化改革領導小組第一次會議。
2014年5月9日，习近平在河南省兰考县委常委班子专题民主生活时表示：“让埋头苦干、真抓实干的干部真正得到重用、充分施展才华，让作风飘浮、哗众取宠的干部无以表功、受到贬责。”官媒以唐朝安史之乱为警示，指出提拔什么样的人，就是确立什么样的标准和导向，更会带来什么样的风气。如果人品和作风有问题的干部不受贬责、反带病提拔，那就只会产生负面效应。
2014年6月至7月，前中央军委副主席徐才厚和前中央政治局常委周永康先后落马，被看作是习近平班子“打老虎”反腐行动的一个高峰。
2014年12月，习近平在江苏的调研考察活动上提出把“全面从严治党”与“全面建成小康社会、全面深化改革、全面推进依法治国”协调推进来推动改革开放和社会主义现代化建设迈上新台阶，亦即“四个全面”战略布局。

### 南巡

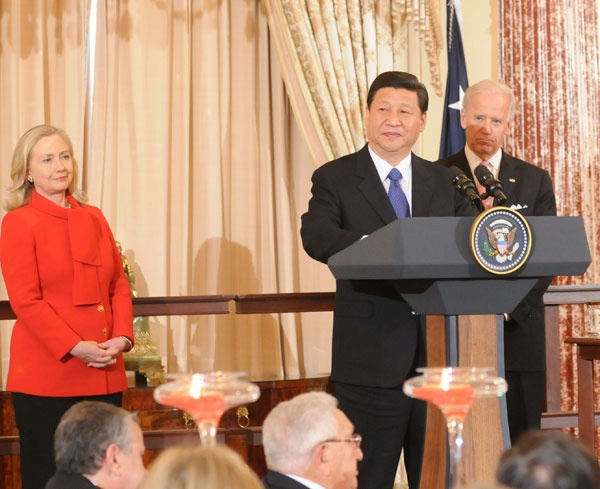
2012年習近平在美国国务院发表演说

相異於前任胡錦濤就任中共中央總書記後，選擇國共戰爭最後階段「指揮所」河北省西柏坡為首個出巡地點，習近平上任總書記後第一站選擇改革開放重地廣東省深圳市等地，而非習曾待過6年的中共革命重地延安，引发外界对于习近平更倾向于改革开放的猜测。習南下巡視廣東等地五天，在行程中多次釋放強調「力推改革堅持開放」、「要有新开拓」，並形容改革開放是「決定中國命運的關鍵一招」。習近平南巡行經路線，和20年前的1992年1月鄧小平南巡路線大致相同，由改革派主角中央政治局委员汪洋陪同，並親訪鄧南巡時期的地方老幹部，也被媒體稱為「新南巡」。《紐約時報》認為“新南巡”是「習可能支持更開放政策的一個最強烈信號」。

### 政府纪律
2012年12月4日习近平在中共中央政治局会议上提出了关于“改进工作作风”及“密切联系群众”的中央八项规定（习八条），加强党风建设，通过良好的党风政风扭转整个社会的风气。习李政府上台后实施了广泛且严厉的反腐运动，其中包括实施了邓小平后第一次对前中共中央政治局常委（周永康），1949年建立中华人民共和国后第一次以违纪对前政治局常委的追责。

## 意识形态

### 中国梦
2012年11月15日，习近平在其中共中央总书记就职讲话上表示：“要团结带领全党全国各族人民”“继续为实现中华民族伟大复兴而努力奋斗”。同月29日，習近平参观“复兴之路”展览时提出“中國夢”的概念，並定義為“實現中華民族的偉大復興”。2013年1月4日，分管意识形态的中央政治局常委刘云山在宣传部长会议上提及“为实现‘中国梦’而奋斗”。之后，习近平又在不同场合多次对“实现中华民族伟大复兴”的兩個一百年主张做了论述。

### 宣传
2013年4月22日中共中央办公厅下发《关于当前意识形态领域情况的通报》，要求加强对意识形态工作的领导，警惕七大危险。《党建》、《红旗文稿》等官方媒体陆续发表文章驳斥宪政思想。《红旗文稿》发表《宪政与人民民主制度之比较研究》用马克思主义理论加以批驳；《党建》杂志发表《不能把宪政作为我国基本政治概念》称宪政是资产阶级性质，是要中国取消共产党的领导，颠覆社会主义政权，与中国特色社会主义民主政治不合。
2013年8月19日，中共中央召开全国宣传思想工作会议，习近平发表八一九讲话，强调意识形态工作“极端重要”。会后，31个宣传部长呼吁“亮剑”，薛蛮子、许志永等活动人士被逮捕拘留；9月3日，北京日报刊出标题文章，表示“意识形态领域阵地决不能丢”，2013年9月8日，中国最高人民检察院和最高人民法院作出了将公诉入诽谤罪标准大幅降低司法解释，将网络诽谤、网络谣言的入罪门槛定为500次转发。
继薛蛮子后，中国官方又相继安排陈永洲、涉及吸毒和容留他人吸毒李代沫、涉嫌开设赌场罪的郭美美、涉及嫖娼的黄海波、涉及传播淫秽物品的快播创始人王欣等在国有电视频道上判决前的悔过认错。
2016年6月，广电总局再发限娱令，打击压制综艺节目。

### 网络
2012年12月18日，人民日报发表《网络不是法外之地》，光明日报、央视也同时播出呼吁加强管制的节目。12月28日，第十二届全国人大常委会第三十次会议审议通过关于加强网络信息保护的决定草案。
2013年1月4日，《炎黄春秋》官方网站被关闭，1月23日又可以打开访问；中央政治局常委刘云山在宣传部长会议上提及“发展健康向上的网络文化”、“要巩固壮大积极健康向上的主流思想舆论”。2014年2月27日，习近平亲任了中央网络安全和信息化领导小组组长，并在第一次会议的讲话中的提出了“没有网络安全，就没有国家安全”。世界多家知名媒体亦多次对其严打网络言论的做法进行了多方面的报道。
2014年6月开始，广电总局开始收紧对互联网电视服务的控制，指责各种互联网电视机顶盒违反政策，要求“立即关闭所有互联网电视app的下载通道”，互联网电视盒子停止提供电视节目时移和回看功能，要求服务商在提供服务前先申请，获取广电总局的牌照；9月，广电总局约谈各大视频网站 要求下架TV版应用。6月18日，国家新闻出版广电总局下发通报要求各新闻单位整顿记者站、网站、经营部门、采编部门，禁止记者站跨行业、跨领域采访报道，禁止新闻记者和记者站未经媒体机构同意私自发布批评报道；8月7日，国家互联网信息办公室发布，对微信实行实名制，规定新闻单位、新闻网站开设的公众账号可以发布、转载时政类新闻，取得互联网新闻信息服务资质的非新闻单位开设的公众账号可以转载时政类新闻。其他公众账号未经批准不得发布、转载时政类新闻。违者会受到服务商的警示、限制发布、暂停更新直至关闭账号等措施，并被保存记录及向有关主管部门报告。
2013年1月，广州《南方周末》新年特刊发布献词，原名《中国梦，宪政梦》，但随后有部分《南方周末》采编人员声称，在发布时在广东省委宣传部门的压力下删改，至发布时出现多个常识性错误，引发《南方周末》采编人员抗议，进而引发国内外的广泛关注；8月鲁炜推出鲁七条，发动整网行动。2014年3月发动净网2014运动；6·4前夕（5月29日），谷歌（Google）服务在中国大陆被全面封锁，8月Line等通信服务被封；伴随香港占领中环运动，Instagram继7月被中国各个app商店下架后，于9月29日被封锁。
2014年4月开始，扫黄打非办参与发起包括“净网2014”等多个行动，大量涉黄网站受到整肃，新浪文学，快播，百度影音等频道，服务被终止。
2015年1月，中国开始屏蔽国外VPN服务。

### 文化
2013年8月19日召开的全国宣传思想工作会议上，习近平就提出了“讲清楚中华优秀传统文化”要求。去年12月和今年2月，中央政治局先后举办主题为“提高国家文化软实力”和“培育和弘扬社会主义核心价值观、弘扬中华传统美德”集体学习，习近平提出“努力实现中华传统美德的创造性转化、创新性发展”，“培育和弘扬社会主义核心价值观必须立足中华优秀传统文化”。

## 軍事
習近平強調要牢記能打仗、打勝仗是強軍之要，必須按照打仗的標準搞建設抓準備，確保解放军始終能夠“召之即來、來之能戰、戰之必勝”。
2013年11月中共十八届三中全会提出了“要深化军队体制编制调整改革，推进军队政策制度调整改革，推动军民融合深度发展”，并将军队改革纳入了全面深化改革的总体布局。2014年3月，中央军委深化国防和军队改革领导小组成立，习近平亲自出任组长，中共中央军委副主席许其亮、范长龙出任副组长，并召开了第一次全体会议，军改开始进入实质性推进阶段。2015年1月，军改领导小组第二次会议召开，对拟定的改革方案作出了部署。同年7月，在第三次全体会议上审议并原则通过了《深化国防和军队改革总体方案建议》。此后，习近平又主持召开了中央军委常务会议与中共中央政治局常委会议以审议军改总体方案。
在2015年9月3日北京举行的纪念中国人民抗日战争暨世界反法西斯战争胜利70周年大会上，习近平宣布中国将裁军30万人。同年11月24日至26日，习近平出席在北京召开的中央军委改革工作会议。习近平在讲话中，提出以“军委管总、战区主战、军种主建”为主导原则，包括了调整军委总部体制、实行军委多部门制、组建陆军领导机构、健全军兵种领导管理体制、重新调整划设战区、组建战区联合作战指挥机构、健全军委联合作战指挥机构等措施，还提出组建新的中央军纪委和全军政法委、组建军委审计署等。
2015年12月31日，中国人民解放军正式成立陆军领导机构，同时组建战略支援部队，并将第二炮兵改组为火箭军。2016年1月11日，中央军委将原先的四总部体制改组为15个职能部门。2016年2月1日，原七大军区撤销，改为建立东部战区、南部战区、西部战区、北部战区、中部战区五大战区。2016年9月13日，中央军委联勤保障部队成立大会在北京八一大楼举行，中国人民解放军组建武汉联勤保障基地，作为中央军委联勤保障部队的最高机关，领导无锡、桂林、西宁、沈阳、郑州5个联勤保障中心。

## 施政争议
有评论认为习近平自2012年出任中共中央总书记成为最高领导人后，假藉差別性的反腐败运动清除政敌，推行深化党和国家机构改革以集中个人权力，摒弃集体领导制度，要求全体政治局委员向总书记述职，要求「黨媒姓黨」，扼殺中國新聞自由，修改憲法廢除連任限制，打壓民營企業扶植國營企業，導致國進民退，又發起个人崇拜，“两个确立、四个意识、四个自信、两个维护”成为日常的政治口号。
2022年10月，中共先后召开十九届七中全会、二十大和二十届一中全会。其中，中共中央总书记与中央军委主席的职务会在二十届一中全会上重新进行选举，一些人认为，习近平被認為很可能会在该次会议上续任这两个最有权力的职务，打破鄧小平時期訂下的「废除干部领导职务终身制」原則，再次连任最高领导人。而在中华人民共和国政治之中，这也几乎等同于他将在2023年第十四届全国人民代表大会上被继续选举为国家主席。习近平没有给出明确的预期连任的任期期限，如果中共二十大上也没有明确的接班人，习近平很有可能在2027年的中共二十一大上继续连任，屆時他將會高齡70多歲，更甚者預計他會仿效毛澤東終身掌權。
2022月10月中共二十大閉幕後公佈的第二十屆中央委員會委員名單中，李克強和汪洋兩位67歲的原中央政治局常委都沒有連任，這兩位常委被視為屬於以前任總書記胡錦濤為首的團派，而非習近平派系。中共二十屆一中全會閉幕後公佈的新一屆中央領導層名單中，曾經擔任中國共青團第一書記，年僅59歲的國務院副總理胡春華沒有入選新一屆中央政治局委員，而二十屆中央政治局七位常委，全部都是習近平派系成員。以上的人事安排顯示習近平已經將黨內的團派勢力消滅，建立起個人極權統治。
由于习近平推行清零政策及实行长期的严格封控应对新冠疫情，在2022年下半年已经出现民间反抗，比如北京四通桥抗议、郑州富士康抗议和广州市海珠区抗议，部分地区也出现被封控小区的居民强行拆除封控设施的情况。在2022年11月24日的乌鲁木齐火灾后，全国各地爆发了“白纸运动”，甚至一度有集会群众喊出“习近平下台”的口号。最终国务院联防联控机制在2022年12月7日公布了“新十条”，结束了持续三年的“动态清零”防疫策略。

## 现届主要成员

### 中共中央政治局常委
| 排名 | 肖像 姓名 | 党职                                                                                       | 公职                                                      | 首次当选常委   | 党代会选区     | 分工 |
| ---- | --------- | ------------------------------------------------------------------------------------------ | --------------------------------------------------------- | -------------- | -------------- | --- |
| 1    | 习近平    | 中共中央总书记 中共中央军委主席 中共中央政治局常委                                         | 中华人民共和国主席 中华人民共和国中央军事委员会主席       | 2007年10月22日 | 广西           | 中央国家安全委员会主席 中央全面深化改革委员会主任 中央全面依法治国委员会主任 中央财经委员会主任 中央外事工作委员会主任 中央军民融合发展委员会主任 中央审计委员会主任 中央对台工作领导小组组长 中央军委深化国防和军队改革领导小组组长 中央军委联合作战指挥中心总指挥 |
| 2    | 李 强     | 中共中央政治局常委 国务院党组书记                                                          | 中华人民共和国国务院总理                                  | 2022年10月23日 | 上海           | 中央国家安全委员会副主席 中央全面深化改革委员会副主任 中央金融委员会主任 中央机构编制委员会主任 国家国防动员委员会主任 国家能源委员会主任 中央全面依法治国委员会副主任 中央财经委员会副主任 中央外事工作委员会副主任 中央网络安全和信息化委员会副主任 中央军民融合发展委员会副主任 中央审计委员会副主任 中央应对新型冠状病毒感染疫情工作领导小组组长                                                                        |
| 3    | 赵乐际    | 中共中央政治局常委 全国人大常委会党组书记                                                  | 全国人民代表大会常务委员会委员长                          | 2017年10月25日 | 内蒙古         | 中央国家安全委员会副主席 中央全面依法治国委员会副主任 |
| 4    | 王沪宁    | 中共中央政治局常委 全国政协党组书记                                                        | 中国人民政治协商会议全国委员会主席 中国和平统一促进会会长 | 2017年10月25日 | 贵州           | 中央全面深化改革委员会副主任兼办公室主任 中央统一战线工作领导小组组长 中央西藏工作协调小组组长 中央新疆工作协调小组组长 中央对台工作领导小组副组长 |
| 5    | 蔡 奇     | 中共中央政治局常委 中共中央书记处书记（排名第1） 中共中央办公厅主任 中央和国家机关工委书记 |                                                           | 2022年10月23日 | 北京           | 中央国家安全委员会副主席兼办公室主任 中央全面深化改革委员会副主任 中央全面依法治国委员会副主任 中央精神文明建设指导委员会主任 中央宣传思想文化工作领导小组组长 中央党的建设工作领导小组组长 中央机构编制委员会副主任 中央网络安全和信息化委员会主任 首都规划建设委员会主任 中央军民融合发展委员会副主任 党和国家功勋荣誉表彰工作委员会主任 中央学习贯彻「习思想」主题教育领导小组组长 中央保密委员会主任 中央保健委员会主任 |
| 6    | 丁薛祥    | 中共中央政治局常委 国务院党组副书记                                                        | 中华人民共和国国务院副总理 （排名第1）                    | 2022年10月23日 | 中央和国家机关 | 中央科技委员会主任 中央港澳工作领导小组组长 中央空中交通管理委员会主任 国家能源委员会副主任 国务院食品安全委员会主任 中央军民融合发展委员会副主任兼办公室主任 推进“一带一路”建设工作领导小组组长 国务院推进政府职能转变和“放管服”改革协调小组组长 粤港澳大湾区建设领导小组组长 全国绿化委员会主任 国务院第五次全国经济普查领导小组组长                                                                                      |
| 7    | 李 希     | 中共中央政治局常委 中共中央纪委书记                                                        |                                                           | 2022年10月23日 | 广东           | 中央审计委员会副主任 中央党的建设工作领导小组副组长 中央巡视工作领导小组组长 中央深化国家监察体制改革试点工作领导小组组长 |

### 中共中央政治局委员
| 姓氏笔画数 | 肖像 姓名      | 党职                                                                        | 公职                                                                                             | 分工 |
| ---------- | -------------- | --------------------------------------------------------------------------- | ------------------------------------------------------------------------------------------------ | --- |
| 3          | 马兴瑞         | 中共中央政治局委員 中共新疆维吾尔自治区党委书记 中共新疆兵团党委第一书记    | 新疆生产建设兵团第一政治委員                                                                     | 中央新疆工作協調小組副組長 |
| 4          | 王 毅          | 中共中央政治局委員                                                          | 中华人民共和国外交部部长                                                                         | 中央外事工作委员会办公室主任 中央港澳工作領導小組副組長 國家推進「一帶一路」建設工作領導小組副組長 中央對台工作領導小組秘書長                                       |
| 4          | 尹 力          | 中共中央政治局委員 中共北京市委书记 北京衛戍區黨委第一書記                  |                                                                                                  | 首都规划建设委员会主任 |
| 5          | 石泰峰         | 中共中央政治局委員 中共中央书记处书记 中共中央统战部部长 全国政协黨組副書記 | 中国人民政治协商会议全国委员会副主席 （排名第1） 中華海外聯誼會會長 中国和平统一促进会執行副會長 | 中央統一戰線工作領導小組副組長 中央港澳工作領導小組副組長 |
| 6          | 刘国中         | 中共中央政治局委員 国务院党组成员                                           | 中华人民共和国国务院副总理 （排名第4）                                                           | 中央農村工作領導小組組長 國務院農民工工作領導小組組長 |
| 7          | 李干杰         | 中共中央政治局委員 中共中央书记处书记 中共中央组织部部长                    |                                                                                                  | 中央巡視工作領導小組副組長 中央學習習近平思想主題教育領導小組常務副組長 中央人才工作協調小組組長 中国延安干部学院院長 中国浦东干部学院院長 中国井冈山干部学院院長   |
| 7          | 李书磊         | 中共中央政治局委員 中共中央书记处书记 中共中央宣传部部长                    | 中國思想政治工作研究會會長                                                                       | 中央精神文明建設指導委員會副主任 中央宣傳思想文化工作領導小組副組長                                                                                                 |
| 7          | 李鸿忠         | 中共中央政治局委員 全國人大常委會黨組副書記                                 | 全国人民代表大会常务委员会副委员长 （排名第1）                                                   | |
| 7          | 何卫东陆军上将 | 中共中央政治局委員 中共中央军委副主席                                       | 中華人民共和國中央軍事委員會副主席 （排名第2）                                                   | 中國人民解放軍選舉委員會副主任 |
| 7          | 何立峰         | 中共中央政治局委員 国务院党组成员 中共中央金融工委書記                      | 中華人民共和國國務院副總理 （排名第2）                                                           | 中央財經委员会办公室主任 中央金融委員會辦公室主任 中歐經貿高層對話中方牽頭人 中美經貿對話中方牽頭人 中法高級別經濟財金對話中方牽頭人 中俄總理定期會晤委員會中方主席 |
| 7          | 张又侠陆军上将 | 中共中央政治局委員 中共中央军委副主席                                       | 中華人民共和國中央軍事委員會副主席 （排名第1）                                                   | 中央军委深化国防和军队改革领导小组副组长 中央军委巡视工作领导小组组长 中國人民解放軍選舉委員會主任                                                                  |
| 7          | 张国清         | 中共中央政治局委員 国务院党组成员                                           | 中华人民共和国国务院副总理 （排名第3）                                                           | 國務院安全生產委員會主任 國家防汛抗旱總指揮部總指揮 國家防災減災救災委員會主任 國務院國有企業改革領導小組組長                                                       |
| 7          | 陈文清         | 中共中央政治局委員 中共中央书记处书记 中共中央政法委书记                    | 中国法学会會長                                                                                   | 中央港澳工作領導小組副組長 中央全面依法治國委員會辦公室主任 平安中國建設協調小組組長                                                                                |
| 7          | 陈吉宁         | 中共中央政治局委員 中共上海市委书记 上海警備區黨委第一書記                  |                                                                                                  | |
| 7          | 陈敏尔         | 中共中央政治局委員 中共天津市委书记 天津警備區黨委第一書記                  |                                                                                                  | |
| 10         | 袁家军         | 中共中央政治局委員 中共重庆市委书记 重庆警备区党委第一书记                  |                                                                                                  | |
| 11         | 黄坤明         | 中共中央政治局委員 中共广东省委书记 廣東省軍區黨委第一書記                  |                                                                                                  | |